# Warwick Shute
Warwick Cecil Shute (* 1. November 1921 in Brighton; † 1996 in Kent) war ein englischer Badmintonspieler. 

## Karriere
Warwick Shute siegte 1955 bei den Irish Open im Herrendoppel mit John Best. Mit ihm war er auch bei den Scottish Open des Folgejahres erfolgreich. 1967 und 1968 gewann er die All England Seniors’ Championships. 1948 tourte er mit dem englischen Nationalteam durch Südafrika. Für die Nationalmannschaft Englands war er insgesamt 39 Mal im Einsatz.

## Sportliche Erfolge
| Saison | Veranstaltung                 | Disziplin    | Platz | Name                           |
| ------ | ----------------------------- | ------------ | ----- | ------------------------------ |
| 1954   | English Invitation Tournament | Herrendoppel | 1     | Warwick Shute / John R. Best   |
| 1955   | Irish Open                    | Herrendoppel | 1     | Warwick Shute / John R. Best   |
| 1956   | Scottish Open                 | Herrendoppel | 1     | Warwick Shute / John Best      |
| 1956   | London Championships          | Herrendoppel | 1     | Warwick Shute / John Best      |
| 1967   | All England Seniors           | Mixed        | 1     | Warwick Shute / Audrey Stone   |
| 1968   | All England Seniors           | Herrendoppel | 1     | Warwick Shute / John D. McColl |